# AEGON Pro Series Barnstaple
L'AEGON Pro Series Barnstaple è un torneo professionistico di tennis giocato su campi in cemento indoor. Fa parte dell'ITF Women's Circuit. Si gioca annualmente a Barnstaple in Gran Bretagna.

## Albo d'oro

### Singolare
| Anno        | Campione        | Finalista          | Punteggio           |
| ----------- | --------------- | ------------------ | ------------------- |
| 2013        | Marta Sirotkina | Kristýna Plíšková  | 6(5)–7, 6–3, 7–6(6) |
| 2012        | Annika Beck     | Eléni Daniilídou   | 6(1)–7, 6–2, 6–2    |
| 2011        | Anne Keothavong | Marta Domachowska  | 6–1, 6–3            |
| 2010        | Alison Riske    | Johanna Larsson    | 6–2, 6–0            |
| ↑ ITF 75K ↑ |                 |                    |                     |
| 2009        | Johanna Larsson | Pauline Parmentier | 6–2, 6–2            |
| 2010        | Anne Keothavong | Alberta Brianti    | 6–4, 6–2            |
| ↑ ITF 50K ↑ |                 |                    |                     |

### Doppio
| Anno        | Campioni                             | Finalisti                               | Punteggio        |
| ----------- | ------------------------------------ | --------------------------------------- | ---------------- |
| 2013        | Naomi Broady Kristýna Plíšková       | Ioana Raluca Olaru Tamira Paszek        | 6–3, 3–6, [10–5] |
| 2012        | Akgul Amanmuradova Vesna Dolonc      | Diāna Marcinkēviča Aljaksandra Sasnovič | 6–3, 6–1         |
| 2011        | Eva Birnerová Anne Keothavong        | Sandra Klemenschits Tatjana Maria       | 7–5, 6–1         |
| 2010        | Andrea Hlaváčková Michaëlla Krajicek | Sandra Klemenschits Tatjana Maria       | 7–6(4), 6–2      |
| ↑ ITF 75K ↑ |                                      |                                         |                  |
| 2009        | Johanna Larsson Anna Smith           | Kelly Anderson Emma Laine               | 6–4, 7–5         |
| 2008        | Kelly Anderson Emma Laine            | Erica Krauth Hanna Nooni                | 6–2, 6–3         |
| ↑ ITF 50K ↑ |                                      |                                         |                  |